# Sternopygus obtusirostris
Sternopygus obtusirostris is een straalvinnige vissensoort uit de familie van de Amerikaanse mesalen (Sternopygidae). De wetenschappelijke naam van de soort is voor het eerst geldig gepubliceerd in 1881 door Steindachner.